# Hedy Graf
Hedy Graf (12 d'octubre de 1926 – 31 de gener de 1997) fou una soprano catalano-suïssa. Va viatjar arreu de Suïssa i Alemanya. El seu repertori estava format per música des del Barroc fins l'època contemporània, incloent-hi diverses estrenes d'oratoris.

## Carrera
Hedy Graf va néixer el 12 d'octubre de 1926 a Barcelona. Entre els anys 1949 i 1952 va formar-se amb Regine Salomon a Zúric, així com al Conservatori d'aquesta ciutat. L'any 1952 va estudiar a Londres amb Roy Henderson i va completar la seva formació amb Sylvia Gaehwiller a Zuric. 
Començant la seva trajectòria com a solista l'any 1955, Graf va actuar a Suïssa i Alemanya presentant un ample repertori d'oratoris i peces vocals sacres. Va cantar obres de Bach, Beethoven, Bruckner, Händel, Haydn i Mozart, així com música contemporània de compositors com Willy Burkhard, Paul Hindemith, Martin Franc, Othmar Schoeck, Arnold Schöenberg i Igor Stravinsky. 
Graf va participar en l'estrena de diverses obres com ara Cantico di frate salmorra di San Francesco d'Assisi dirigida per Rudolf Moser l'any 1965 i representada a Zuric i Basilea, l'oratori Jeremia dirigit per Ernst Hess l'any 1966, i l'emissió radiofònica de Tenebrae dirigida per Martin Schumpf a Radio Zürich de l'any 1977. L'any 1972 va aparèixer en l'emissió de la cantata Arianna d'Alessandro Scarlatti de la BBC. També va actuar a Anvers, Scheveningen, Estrasburg, Viena, Tel-Aviv, i Jerusalem.
Graf va casar-se amb el violinista Werner Esser. Quan va retirar-se com a solista va treballar de mestra a les escoles cantonals de Küsnacht i Zúric. Va viure a Benken, Zuric, fins a la seva mort el 31 de gener de 1997.

## Enregistraments
Graf va aparèixer com a solista en diverses cantates de Bach de la sèrie conduïda per Fritz Werner, i també a la versió de 1966 de l'Oratori de l'ascensió  juntament amb Barbara Scherler, Kurt Huber i Jakob Stämpfli. Va enregistrar la primera versió del Magnificat de Bach amb Bruno Maderna l'any 1971, juntament amb Hildegard Laurich, Adalbert kraus i Michael Schopper. Va enregistrar el Messies de Händel pel segell Cantate i el Rèquiem de Mozart per Pallas. 